# Gosławice (Łódź)
Gosławice [pronunciación en polaco: /ɡɔswaˈvit͡sɛ/] es un pueblo ubicado en el distrito administrativo de Gmina Bielawy, dentro del Distrito de Łowicz, Voivodato de Łódź, en Polonia central. Se encuentra aproximadamente a 3 kilómetros al suroeste de Bielawy, a 22 kilómetros al oeste de Łowicz, y a 32 kilómetros al norte de la capital regional Łódź.